# Retribution (film)
Retribution, som filmades i New York 1926, var en av de första spelfilmerna med ljud istället för textskyltar. Filmen är en engelsk version av den svenskspråkiga filmen Domen. Istället för att dubbas, spelades dock filmen in på nytt med delvis samma och delvis nya skådespelare